# Světový pohár v biatlonu 2022/2023 – Holmenkollen
9. podnik Světového poháru v biatlonu v sezóně 2022/2023 probíhal od 16. do 19. března 2023 na biatlonovém stadionu Holmenkollen v norském Holmenkollenu jako závěrečná zastávka probíhající sezóny Světového poháru. Na programu podniku byly závody ve sprintech, stíhací závody a závody s hromadným startem.
V Holmenkollenu se jezdí světový pohár každý rok. Naposledy se zde závodilo v březnu 2022.
Dvě olympijské vítězky a mistryně světa Norka Marte Olsbuová Røiselandová a Němka Denise Herrmannová-Wicková ukončily po víkendových závodech sportovní kariéry. Své plány oznámily v předstihem již v úterý před konáním pohárové zastávky. 

## Program závodů
Oficiální program: 
| Datum      | Disciplína                       | Začátek (SEČ) | Počet závodníků |
| ---------- | -------------------------------- | ------------- | --------------- |
| 16. března | Sprint (muži)                    | 15:15         | 108             |
| 18. března | Stíhací závod (muži)             | 12:45         | 57              |
| 18. března | Sprint (ženy)                    | 15:00         | 104             |
| 18. března | Stíhací závod (ženy)             | 15:10         | zrušeno         |
| 19. března | Závod s hromadným startem (muži) | 12:50         | 30              |
| 19. března | Závod s hromadným startem (ženy) | 15:10         | 30              |

Sprint žen byl původně naplánován na pátek 17. března. Kvůli silnému sněžení a především mlze byl však přesunut na sobotu, v důsledku čehož byl zrušen navazující stíhací závod žen.

## Průběh závodů

### Sprinty
Závod mužů probíhal za měnícího se větru, přesto favorité chybovali zpočátku málo. Po první střelbě byl v čele průběžného pořadí Lotyš Andrejs Rastorgujevs, pak se ale před něj dostal Nor Johannes Thingnes Bø, který opět běžel nejrychleji ze všech. Při druhé střelbě sice nezasáhl jeden terč, přesto do posledního kola odjížděl s náskokem 16 vteřin. Ten ještě navýšil a do cíle dojel o téměř půl minuty první. Dokázal tak ovládnout i poslední sprint sezóny a včetně mistrovství světa vyhrál v probíhajícím ročníku již sedmnáctý individuální závod, čimž překonal svůj vlastní dosavadní rekord šestnácti výher v jednom ročníku ze sezóny 2018/2019. Brzy po něm přijel na poslední střelbu Švéd Martin Ponsiluoma, který i zde zastřílel bezchybně a do posledního kola vyjížděl se ztrátou 7,2 vteřiny na Jonahhese Bø. V něm ztratil čtvrt minuty, přesto dojel druhý, pět vteřin před Němcem Benediktem Dollem.

Z českého týmu dokončil závod nejlépe desátý Michal Krčmář, který zastřílel obě položky bezchybně, i když pomalu. „Dneska to bylo na střelnici hodně upracované. Nebyl jsem schopný dělat ty věci rychle, bylo to bez rytmu a rány jsem odkládal,“ řekl po závodě pro Českou televizi. Bezchybně střílel Tomáš Mikyska, který dojel na 38. místě; Adam Václavík se s jednou chybou při střelbě vleže umístil o jednu pozici za ním. Do stíhacího závodu postoupili z 53. a 54. místa ještě Jakub Štvrtecký a Jonáš Mareček.
Oproti pátku se v sobotu výrazně zlepšilo počasí, takže některé biatlonistky jely v krátkých rukávech. Mezi prvními startovala Tereza Voborníková. Jela rychle a především čistě střílela, a tak odjížděla do posledního kola první a na této pozici taky dojela průběžně do cíle, když o půl vteřiny předstihla Italku Lisu Vittozziovou. Brzy se však před ní zařadily loučící se Němka Denise Herrmannová-Wicková a Švédka Hanna Öbergová, které se také v tomto pořadí umístily na stupních vítězů. Hermannová prvním místem získala malý křišťálový globus za celkové vítězství ve sprintu v této sezóně. Voborníkovou pak předstihly ještě Francouzka Julia Simonová, která čtvrtým místem vybojovala velký křišťálový globus za celkové vítězství v sezóně, Švédka Anna Magnussonová, která obsadila třetí místo, a další Francouzka Chloé Chevalierová. „Pocitově to přitom nebylo úplně ono. Poslední ránu na stojce jsem raději odložila. Vyplatilo se mi to, konečně jsem si letos zajela sprint s nulou," komentovala svůj výkon v cíli. Voborníková přesto vybojovala svoje nejlepší umístění v kariéře a poprvé se zúčastnila květinového ceremoniálu pro šest nejlepších. 

Markéta Davidová udělala dvě chyby na střelnici a přes celkově čtvrtý nejrychlejší běh dojela do cíle desátá. Jessica Jislová chybovala střelecky jen jednou, ale pomaleji běžela a obsadila 26. pozici. Lucie Charvátová a Tereza Vinklárková nezasáhla na střelnici shodně jeden terč vleže a dva vstoje a skončily na 42. a 89. místě.

### Stíhací závody
V závodě mužů zvítězil s náskokem Nor Johannes Thingnes Bø, který sice jednou chyboval při třetí střelbě, ale neustále si udržoval velký odstup od soupeřů. Pořadí za ním se však měnilo: nejprve se na druhé místo posunul jeho krajan Sturla Holm Laegreid, ale když při poslední střelbě jednou chyboval, předstihl jej Francouz Quentin Fillon Maillet, který si menší náskok udržel až do cíle. Podruhé v probíhající sezóně tak jako obhájce celkově vítězství vystoupal na individuální stupně vítězů.

Z českých reprezentantů střílel Michal Krčmář vleže čistě a posunul se na sedmé místo. Při první položce vstoje jednou chyboval a klesl na 11. pozici, ale po poslední čisté střelbě se opět posunul dopředu, a když v cílové rovině udržel za sebou Fina Sepallu i Itala Giacomela, dojel devátý. Na 24. místě se umístil Tomáš Mikyska s dvěma střeleckými chybami. Jakub Štvrtecký sice nezasáhl celkem pět terčů (z toho čtyři při poslední střelbě), ale běžel nejrychleji ze všech a skončil na 35. místě. Oproti na startu se posunul o 18 pozic dopředu. Adam Václavík udělala o jednu chybu více a dojel na 46. místě, Jonáš Mareček se čtyřmi nezasaženými terči skončil o 11 míst za ním jako poslední.
Závod žen byl po přesunutí sprintu ženu kvůli silnému sněžení a mlze zrušen. Julia Simonová tak získala společné s velkým glóbem za celkové hodnocení světového poháru i malý křišťálový glóbus za stíhací závody.

### Závody s hromadným startem
V závodě mužů, který se jel za mlhy a později i deště, udělal favorizovaný Johannes Thingnes Bø chybu při první střelbě. Brzy však dojel čelo závodu, v polovině třetího kola zrychlil, odpoutal se od svého krajana Vetle Sjåstada Christiansena a Švýcara Niklase Hartwega a na poslední střelbu přijel s náskokem 40 vteřin. Zde sice nezasáhl jeden terč, přesto dojížděl do posledního kola první a s jistotou zvítězil. Oba jeho pronásledovatelé stříleli bezchybně. V posledním kole Christiansen zpomalil, přesto díky třetímu místu vybojoval malý křišťálová globus za celkové vítězství v závodech s hromadným startem v této sezóně. Druhým místem si Hartweg zajistil vítězství v hodnocení závodníků do 25 let před Italem Giacomelem.

Jediný český reprezentant Michal Krčmář jel zpočátku ve vedoucí skupině. Při druhé a třetí střelbě však nezasáhl dohromady tři terče a dojel na 16. místě.
V závodě žen panovalo stejné počasí jako v závodě mužů. Projevilo se to velkým množstvím nezasažených terčů při druhé střelbě. Markéta Davidová zde chybovala jednou, ale podařilo se jí zařadit na páté místo. Po třetí střelbě se v čele osamostatnila Švédka Hanna Öbergová. Davidová zde opět jednou chybovala, klesla na sedmé místo, ale rychlým během se posunula dopředu (celkově dosáhla nejlepšího běžeckého času) a na poslední střeleckou položku přijížděla čtvrtá. Při ní se však opět hodně chybovalo, Davidová zde nezasáhla čtyři terče z pěti a klesla až na 21. pozici. „Bohužel jsem nic neviděla a taky to podle toho dopadlo. Měla jsem to celý šedivý,“ komentovala to v rozhovoru pro Českou televizi. V posledním kole opět předjela několik soupeřek a v cíli skončila na 16. místě. Také Öbergová v posledním kole jednou chybovala, ale její soupeřky většinou více, a tak si udržela náskok, se kterým zvítězila. Druhá skončila Němka Denise Herrmannová-Wicková, která poslední střelbu zvládla jako jediná z první poloviny závodnic bezchybně. Za ní dojela Francouzka Anaïs Chevalierová-Bouchetová, které v posledním kole předstihla Němku Hannu Kebingerovou. Páté místo zajistilo Francouzce Julii Simonové vítězství v hodnocení disciplíny.

Druhá česká reprezentantka Tereza Voborníková nezasáhla celkem šest terčů. Spolu s pomalejším během jí to stačilo jen na 25. místo.

## Umístění na stupních vítězů

### Muži
| Disciplína                        | První místo          | Výkon             | Druhé místo            | Výkon             | Třetí místo                | Výkon             |
| Sprint (10 km)                    | Johannes Thingnes Bø | 25:13,0 (0+1)     | Martin Ponsiluoma      | 22:36,9 (0+0)     | Benedikt Doll              | 22:41,9 (0+0)     |
| Stíhací závod (12,5 km)           | Johannes Thingnes Bø | 32:34,0 (0+0+1+0) | Quentin Fillon Maillet | 33:06,7 (0+0+0+0) | Sturla Holm Laegreid       | 33:23,1 (0+0+0+1) |
| Závod s hromadným startem (20 km) | Johannes Thingnes Bø | 38:51,9 (1+0+0+1) | Niklas Hartweg         | 39:18,1 (0+0+0+0) | Vetle Sjåstad Christiansen | 39:27,1 (0+0+0+0) |

### Ženy
| Disciplína                        | První místo                | Výkon             | Druhé místo                 | Výkon             | Třetí místo                   | Výkon             |
| Sprint (7,5 km)                   | Denise Herrmannová-Wicková | 21:06,5 (0+0)     | Hanna Öbergová              | 21:10,0 (0+0)     | Anna Magnussonová             | 21:39,6 (0+0)     |
| Stíhací závod (10 km)             | zrušeno                    | zrušeno           | zrušeno                     | zrušeno           | zrušeno                       | zrušeno           |
| Závod s hromadným startem (15 km) | Hanna Öbergová             | 36:33,5 (0+0+0+1) | Marte Olsbuová Røiselandová | 36:56,1 (0+1+0+0) | Anaïs Chevalierová-Bouchetová | 37:17,2 (1+1+0+1) |

## Pořadí zemí
| Pořadí | Země      | 1. místo | 2. místo | 3. místo | Celkově |
| ------ | --------- | -------- | -------- | -------- | ------- |
| 1.     | Norsko    | 3        | 1        | 2        | 8       |
| 2.     | Švédsko   | 1        | 2        | 1        | 4       |
| 3.     | Německo   | 1        | 0        | 1        | 2       |
| 3.     | Francie   | 0        | 1        | 1        | 2       |
| 4.     | Švýcarsko | 0        | 1        | 0        | 1       |
|        | Celkem    | 5        | 5        | 5        | 15      |